# Werner Lueben
Werner Lueben (* 23. März 1894 in Breslau; † 28. Juli 1944 in Torgau) war ein deutscher Generalstabsrichter im Range eines Generalleutnants.

## Leben
Werner Lueben war Sohn einer protestantischen Beamtenfamilie. Sein Vater war Proviantmeister im preußischen Heer und in der Militärverwaltung. Nach dem Abitur studierte Lueben Jura in Halle. Dieses Studium unterbrach er 1914 bei Ausbruch des Ersten Weltkriegs, als er sich als Kriegsfreiwilliger meldete. Er wurde im August 1914 dem Mansfelder Feldartillerie-Regiment Nr. 75 zugeteilt. Im März 1915 wurde er zum Unteroffizier und im Januar 1916 zum Leutnant der Reserve befördert. Er wurde mit dem Eisernen Kreuz II. und I. Klasse ausgezeichnet. Er wurde im Februar 1919 aus dem Militärdienst entlassen, ging zum Freikorps Freiwilliges Landesjägerkorps und war an der Bekämpfung von Arbeiteraufständen beteiligt. Danach nahm er sein Studium wieder auf und legte im Mai 1920 das erste Staatsexamen ab.

### Laufbahn als Jurist
Von 1920 bis 1923 war Lueben Referendar am Oberlandesgericht Naumburg. Im September 1923 erfolgte die zweite Staatsprüfung. Danach trat er in den Justizdienst in Bartenstein ein. Ab Juni 1928 war er in Königsberg eingesetzt. Als Landgerichtsrat wurde er zum Landgericht Berlin versetzt.
Am 1. November 1933 wechselte auf eigenen Wunsch probeweise zur Heeresanwaltschaft im Wehrkreis III zur Zweigstelle in Breslau. Nach der Machtübernahme der NSDAP kam er anscheinend mit Parteidienststellen der NSDAP in Konflikt und wechselte nun zur neu eingerichteten Militärjustiz der Reichswehr. Lueben wurde im März 1934 zum Kriegsgerichtsrat beim Wehrkreisgericht III ernannt. Zum Januar 1935 kam er zum Gericht der Heeresdienststelle Breslau. Am 8. März 1935 erfolgte die Ernennung zum Oberkriegsgerichtsrat. Anfang 1936 wurde er Ministerialrat der Heeresrechtsabteilung im Reichskriegsministerium in Berlin. Nach der Gründung des Reichskriegsgericht (RKG) im Oktober 1936 wurde Lueben als Reichskriegsanwalt dorthin beordert. Im September 1939 wurde er Reichkriegsgerichtsrat. Im August 1937 erfolgte die Ernennung zum Rechtskundigen Mitglied des Wehrmachtdienststrafhofes.

### Senatspräsident beim Reichskriegsgericht
Am 1. Januar 1943 wurde Werner Lueben zum Senatspräsident beim RKG ernannt. Als Senatspräsident stimmte Lueben hundertfach Todesurteilen zu. Er schöpfte den Strafrahmen des Reichskriegsgerichts voll aus und verhängte systematisch die Todesstrafe, darunter am 6. Juli 1943 im Fall Franz Jägerstätters. Unter „Luebens Entscheidungspraxis“ fielen auch Zeugen Jehovas, die als Kriegsdienstverweigerer wegen „Zersetzung der Wehrkraft“ verurteilt wurden, und zudem mehrere Personen der Widerstandsbewegung in den besetzten Ländern.

### Suizid

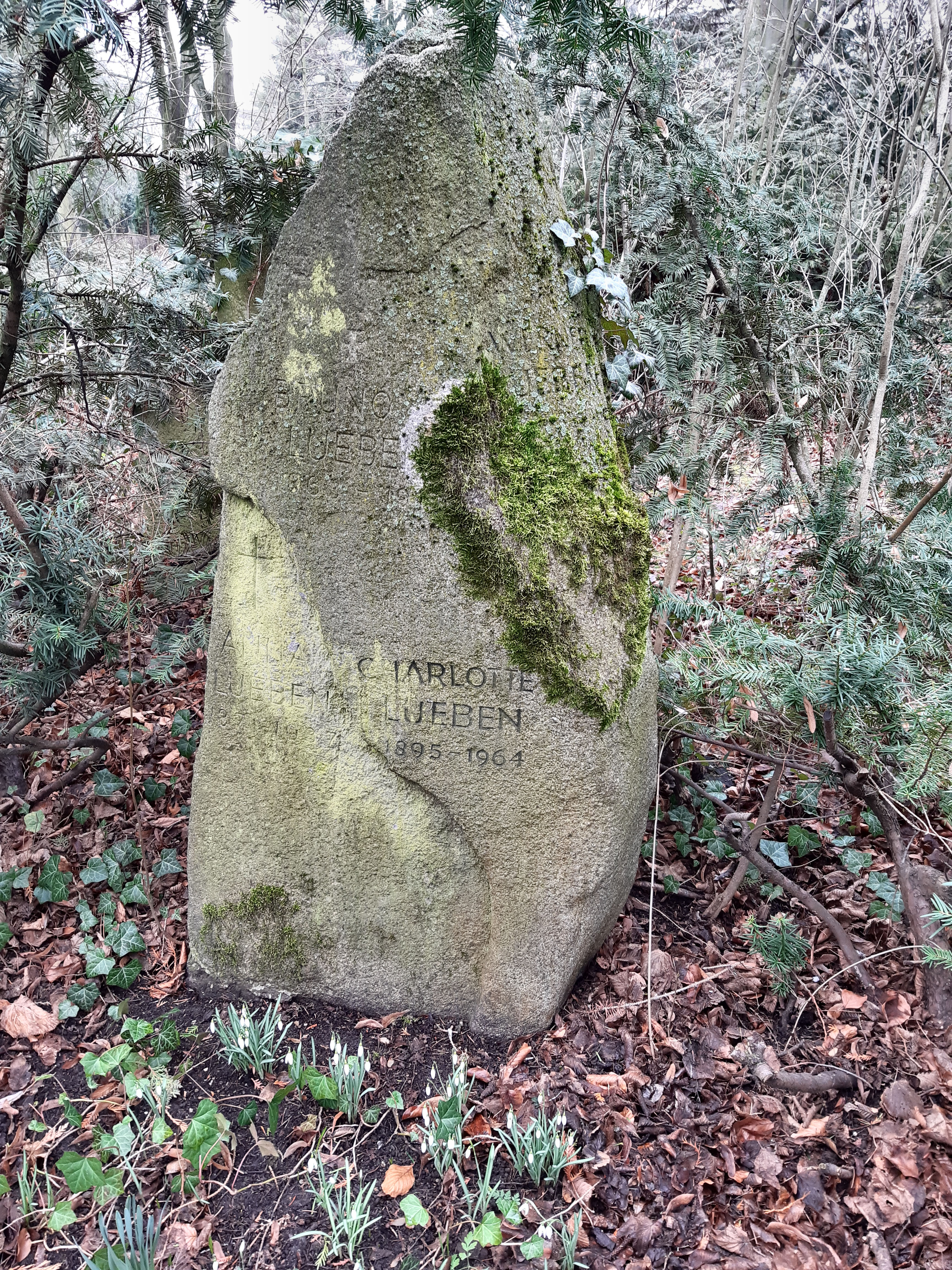
Das Grab Werner Luebens und weiterer Familienangehörigen auf dem Südfriedhof Halle

Werner Lueben nahm sich am 28. Juli 1944 in seiner Wohnung in Torgau das Leben. Er wurde von seinem Fahrer mit seiner Dienstpistole neben sich gefunden. Die erhalten gebliebene Todesurkunde vermerkt hingegen „plötzlich gestorben“, ferner habe ein „seelischer Erschöpfungszustand“ vorgelegen. Die Wehrmacht verschleierte den Suizid eines ihrer Senatspräsidenten und verkündete offiziell, dass Lueben bei einem Luftangriff gestorben sei. In Torgau wurde eine Trauerparade abgehalten, bevor Lueben nach Halle überführt wurde. Der Präsident des Reichskriegsgerichts, Admiral Max Bastian, legte im Namen aller Mitarbeiter des Reichskriegsgerichts einen Kranz nieder. Das Grab von Lueben befindet sich auf dem Südfriedhof Halle.
Die genauen Gründe für den Suizid sind ungeklärt. Aussagen, dass er etwas mit dem Attentat vom 20. Juli 1944 gegen Adolf Hitler zu tun habe, bleiben nach dem Historiker Norbert Haase bloße „Vermutungen“, für die Belege fehlten: „Angehörige halten 50 Jahre nach den Ereignissen eine Verstrickung in die Attentatspläne für ausgeschlossen.“ Andere Vermutungen gehen dahin, dass der Suizid aus Gewissensnot geschah, da an Luebens Todestag Todesurteile gegen drei Pfarrer verhängt werden sollten. Im Verfahren gegen die Stettiner Geistlichen Provikar Carl Lampert, Pater Friedrich Lorenz und Kaplan Herbert Simoleit hatte Lueben in einem Schreiben an den Präsidenten des Reichskriegsgerichts vom 27. Mai 1944 die durch Gestapo-Methoden erlangten Verhörprotokolle als angebliche Beweismittel kritisiert, da diese, so Lueben wörtlich, „keine geeignete Grundlage für ein Geständnis darstellen“. Die Verhandlung war auf den 28. Juli anberaumt – den Tag, an dem Lueben sich das Leben nahm.
Doch „ein ‚Justizmärtyrer‘“, so Haase, „ist Lueben vermutlich nicht. Denn dem Zaudern im Prozeß gegen die Stettiner Geistlichen ging ein hundertfaches Absegnen von Todesurteilen voraus.“

## Familie
Im Mai 1925 heiratete er Klara von Scholten. Die Eheleute hatten später einen Sohn und zwei Töchter.

## Filmische Darstellung
In dem im Jahr 2019 veröffentlichten Spielfilm Ein verborgenes Leben, der das Schicksal des österreichischen Wehrdienstverweigerers Franz Jägerstätter thematisiert, wurde der zur Handlungszeit erst 49-jährige Werner Lueben von dem 75-jährigen Schweizer Schauspieler Bruno Ganz verkörpert.